# Kettarsunds gård
Kettarsunds gård är en gård i Tövsala i Egentliga Finland. Den har ett medeltida ursprung och hör till de gårdslän som anlades vid Norrfinlands kust under 1200- och 1300-talet. På gården verkar idag en restaurang.
Kettarsund (finska Ketarsalmi) är ett medeltida gårdslän anlagt på tillandningsmark och vid ett numera uppgrundat sund. Gården testamenterades 1326 av hövitsmannen över Finland Mats Kettilmundsson till Johan Munte, vars tillnamn kanske har samband med namnet på området väster om gården, Muntti, och sundets namn idag. Nästan 70 år senare skänkte den tyske rådmannen i Åbo Hinzekin Knap gården till S:ta Katarina altare i Åbo domkyrka. Efter Gustav Vasas reduktion av kyrkogodsen ägdes Kettarsund av byfogden i Åbo Erik Skalm. Genom hans dotter Margareta Eriksdotters äktenskap med kyrkoherden i Tövsala Mats Michaelis Carplan ärvdes den vidare inom ätten Carpelan.
 Den sista ägaren bland dem var major Christer Carpelans hustru Sofia Skalm i Finland som 1663 fick gården i morgongåva. En senare ägare var löjtnanten vid amiralitetet Gustav Starck (1700-1760).